# Flor de Punga
Flor de Punga es una localidad peruana, capital del distrito de Capelo, ubicado en la provincia de Requena en el departamento de Loreto.

## Descripción
Flor de Punga se encuentra a orillas del río Ucayali. Es una población con importante presencia de la Orden franciscana, que ayuda al movimiento económico y educacional del pueblo.
En 2018 la localidad se vio colapsada por la crecida del río Ucayali.